# BMP-3
Der BMP-3 (russisch БМП-3) ist ein Schützenpanzer aus sowjetischer Produktion.
Die Abkürzung BMP steht im Russischen für Боевая Машина Пехоты (Bojewaja Maschina Pechoty), was so viel wie „Kampffahrzeug der Infanterie“ bedeutet.

## Geschichte
Der BMP-3 ist keine eigentliche Weiterentwicklung der Modellreihe BMP-1/BMP-2, sondern ein vollkommen neuer Schützenpanzer. Er wurde in den 1980er-Jahren für die Sowjetarmee entwickelt und dann von den russischen Streitkräften weiterverwendet. Der Öffentlichkeit wurde das Fahrzeug erstmals 1990 während einer Truppenparade in Moskau präsentiert. Er weist für einen Schützenpanzer relativ starke Charakteristiken eines leichten Kampfpanzers auf. So steht er zwischen den beiden Typen, auch wenn er einen siebenköpfigen Infanterietrupp aufnehmen kann.
Der Schützenpanzer wird weltweit exportiert.

## Funktionsbeschreibung
Die Besatzung des BMP-3 besteht aus drei Mann, zusätzlich können weitere sieben Soldaten untergebracht werden. Die Stärke der Turmpanzerung beträgt 23 Millimeter, während die Wandstärke der Wanne 19 Millimeter misst. Die Wanne des BMP-3 ähnelt der des Luftlandepanzers BMD. Die Panzerung des BMP-3 ist durch Aluminium in Verbundbauweise verstärkt und im Bugbereich durch eine Verbundpanzerung aus Aluminium, Panzerstahl und schockabsorbierenden Elementen vor Beschuss mit 30-mm-Munition geschützt. Die Frontseite des Turms ist mit einer Schottpanzerung versehen. Im Vergleich zu den Vorgängern des BMP-3 wurde die Zahl der Luken reduziert, durch die die mitfahrende Infanterie aus dem Inneren des Fahrzeugs heraus ihre Handfeuerwaffen einsetzen kann: Es gibt lediglich eine auf jeder Seite sowie eine weitere rechts am Heck des Fahrzeugs. Der Transportraum kann über zwei große Schotten über dem Heck betreten werden. Das Fahrzeug verfügt über ein System zur Erzeugung von Überdruck für den Einsatz unter ABC-Bedingungen. Der BMP-3 besitzt ein passives Infrarotsystem und einen Laserentfernungsmesser.

## Bewaffnung
Die Waffenanlage des BMP-3 ist in Seite und Höhe vollstabilisiert; dadurch kann auch während der Fahrt zielgenau geschossen werden. Die Bewaffnung besteht aus einer 100-mm-Panzerkanone, einer 30-mm-Maschinenkanone und einem 7,62-mm-Maschinengewehr. Die Panzerkanone ist zudem in der Lage, neben Granaten auch Panzerabwehrlenkwaffen vom Typ 9K116-3 Basnja (NATO-Codename: AT-10 Stabber) zu verschießen. Alle Waffen sind zu einer einzigen Einheit im Turm verbunden. Außerdem existieren zwei Bug-MG, je nach Version im Kaliber 7,62 mm oder 5,45 mm.
Granaten können mit einer Schussfrequenz von acht bis zehn pro Minute abgeschossen werden. Die Reichweite der Panzerkanone liegt bei 6500 Metern mit neueren Geschossen, mit älteren Geschossen ist sie effektiv auf Schussentfernungen bis zu 4000 Meter. Voll aufmunitioniert führt der BMP-3 40 HE-Granaten, davon 22 im Ladeautomaten, und acht nur manuell zu ladende 9K116-Panzerabwehrlenkraketen mit sich. Die Maschinenkanone verfügt über einen Vorrat von 500 Schuss, erreicht eine effektive Kampfreichweite von 2000 Metern auf leichtgepanzerte Ziele (1500 Meter auf Hubschrauber) und eine Kadenz (Schussfrequenz) von 650 Schuss pro Minute. Auf dem Panzer sind weiterhin sechs elektrisch zündende 81-mm-Rauchgranaten angebracht. Der Sitz des Kommandanten befindet sich im Turm rechts und der Sitz des Richtschützen links.
Der BMP-3 ist mit einem 500-PS-Motor (27 PS/t) motorisiert, auf der Straße erreicht er 70 km/h, im Gelände maximal 45 km/h und schwimmend 10 km/h. Für den amphibischen Einsatz verfügt er über zwei Wasserstrahlantriebe. Bei reiner Straßenfahrt kann der BMP-3 mit einer Tankfüllung (690 Liter) 600 km zurücklegen.

## Varianten

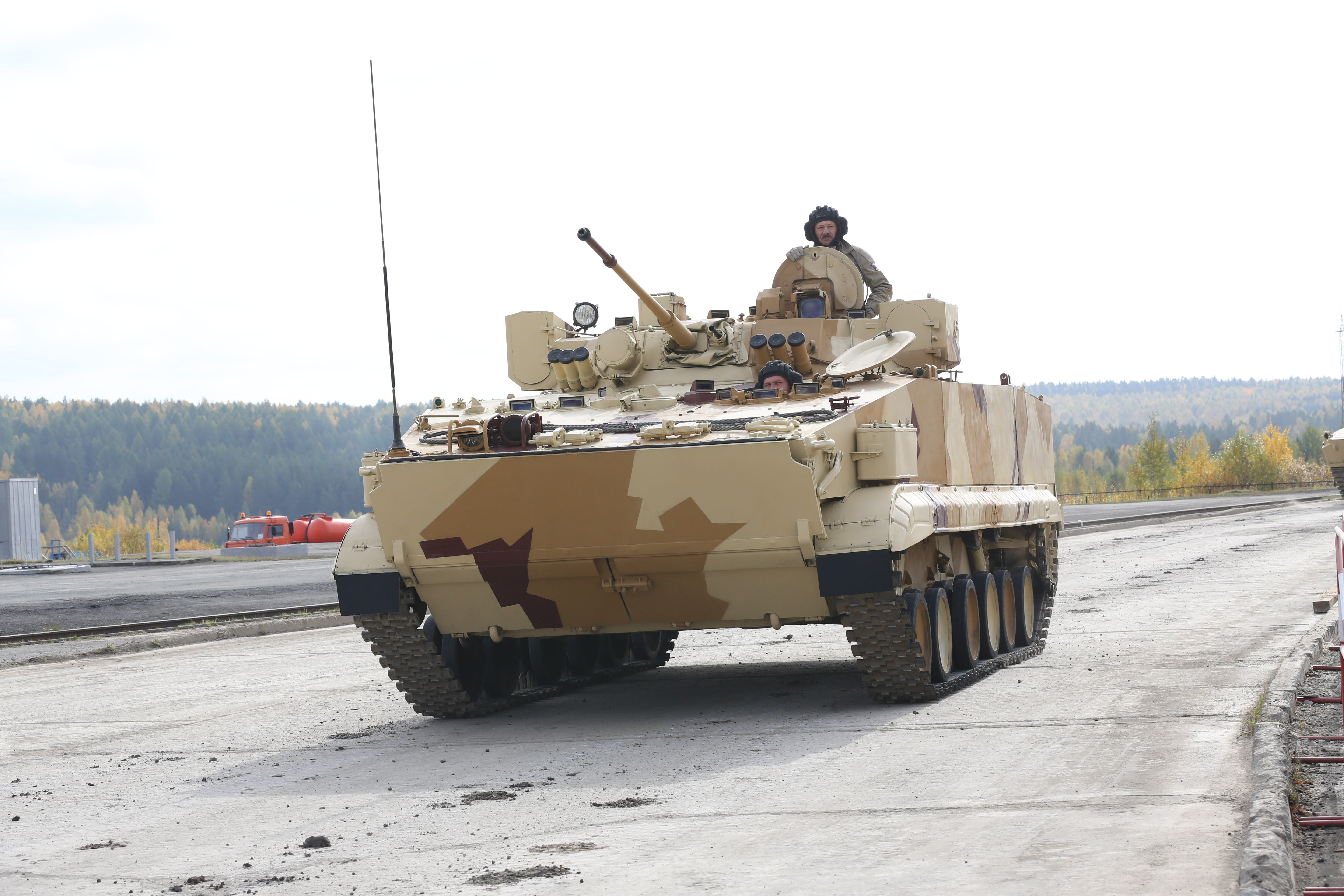
BRM-3K

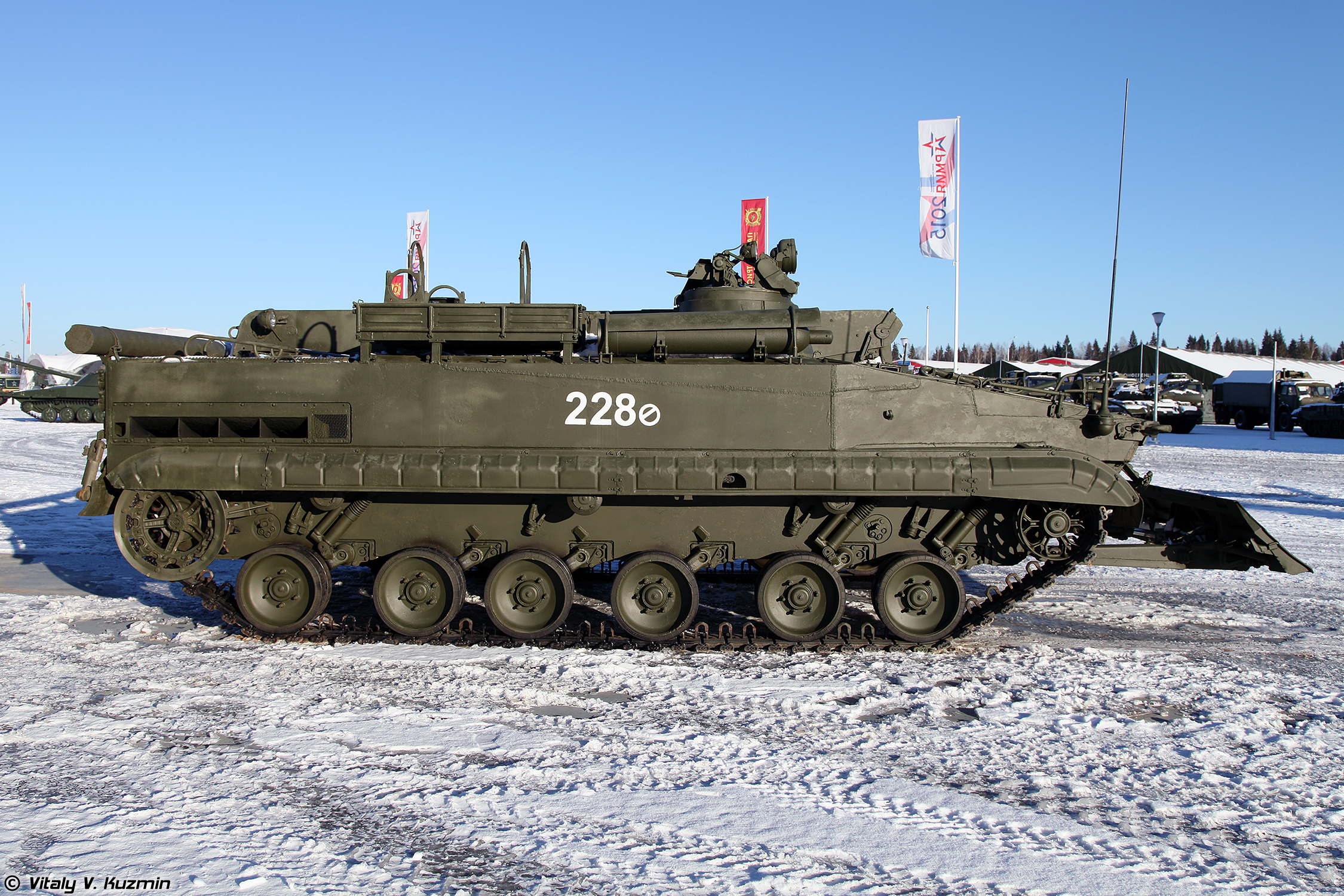
BREM-L

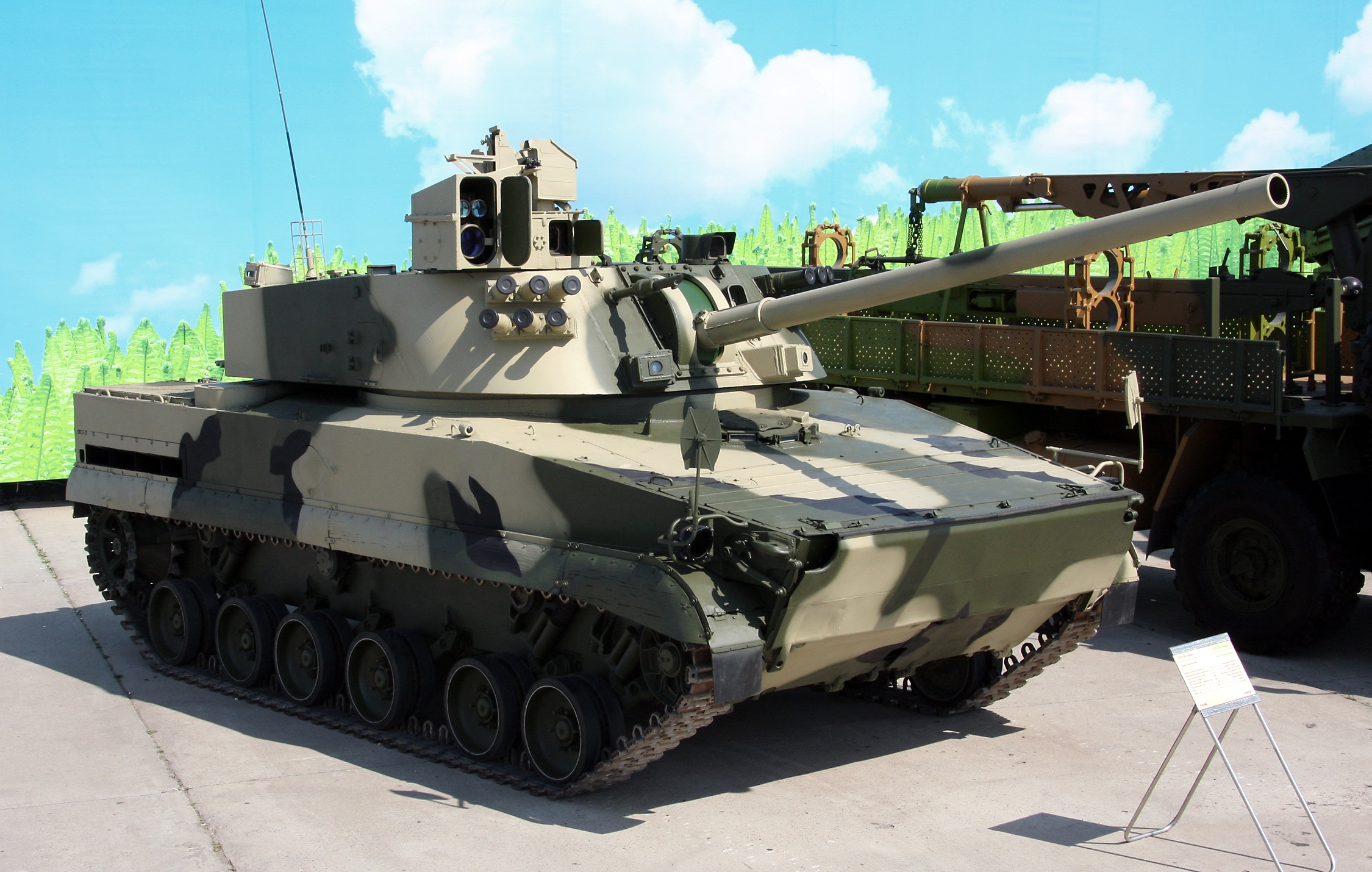
2S31 Wena

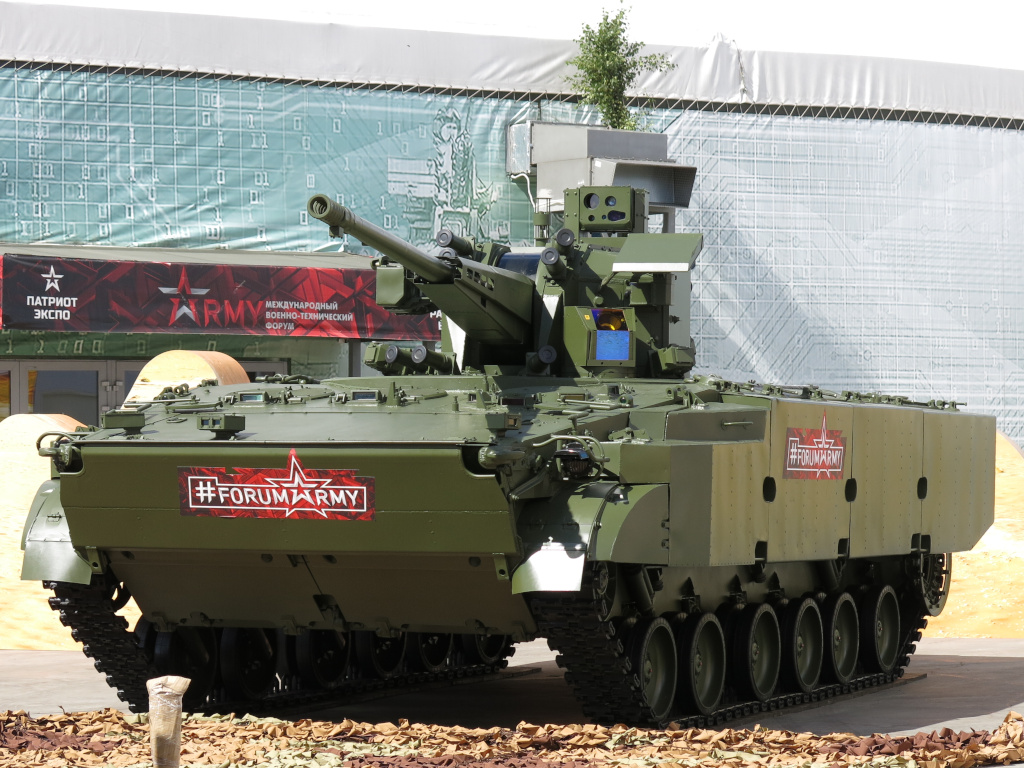
2S38 Deriwazija-PWO

Es gibt eine Reihe von Modifikationen für den BMP-3, darunter Reaktivpanzerung, verbesserte Funk- und Führungssysteme sowie unterschiedliche Zielerfassungssysteme. Das 7,62-mm-Maschinengewehr kann durch einen 40-mm-Maschinengranatwerfer ersetzt werden.
- BMP-3 (Objekt 688M): 1. Serienversion aus dem Jahr 1987
- BMP-3K: Kommandantenfahrzeug, eingeführt 1995. Ausgerüstet mit TNA-4-6-Navigationssystem, R-173-Funkausrüstung sowie zwei 5-m-Antennenmasten am Heck. Ohne AT-10-Lenkwaffen und ohne Bug-MG. Besatzung 3+3.
- BRM-3K Lynx (Objekt 501): Aufklärungspanzer. Ausgerüstet mit 1PN71-Wärmebildkamera, 1PN65-Restlichtverstärker, 1RL-133-1-Überwachungsradar (NATO: TALL MIKE) und TNA-4-6-Navigationssystem. Bewaffnet mit 30-mm-Kanone 2A72 (600 Schuss) und 7,62-mm-MG (2000 Schuss)
- BMP-3M (1998):  Modernisierte Version. Ausgerüstet mit einer Wärmebildkamera von Thomson-CSF und abgeändertem Getriebe sowie neuer Innenausstattung.
- BMP-3M (2008): Modernisierte Version. Mit neuem Turmantrieb, verstärkter Panzerung und neuem zentralen Feuerleitsystem sowie modifiziertem Ladeautomat. Ausgerüstet mit neuem BZS1-Zielfernrohr mit Wärmebildkamera und Laserentfernungsmesser von Sagem. Antrieb durch UTD-32-Turbodiesel mit 660 PS sowie neuem Getriebe. Optionale Ausrüstung mit Reaktivpanzerung vom Typ Kontakt-5 und Klimaanlage.
- BMP-3M (2010): Modernisierte Version seit 2010. Ausgerüstet mit Sosch-Zielfernrohr (russisch СОЖ) mit Wärmebildkamera und Laserentfernungsmesser. Mit TKN-AI-Kommandanten-Periskop und Wesna-K-Feuerleitsystem sowie TWK-1-Wärmebildkamera für den Fahrer. Antrieb durch UTD-32T-Turbodiesel mit 660 PS. Optionale Ausrüstung mit Reaktivpanzerung vom Typ Kontakt-5 sowie den abstandsaktiven Schutzsystemen TSh1-7 Schtora-1 oder Arena.
- BMP-3F: Version für die russische Marineinfanterie. Mit abgeänderten Lüftungsöffnungen und TKN-AI-Feuerleitcomputer mit Sodema-Wärmebildkamera mit integriertem Laserentfernungsmesser.[3]
- BMMP: Version für die Marineinfanterie. Ausgerüstet mit dem Waffenturm des BMP-2D.
- BREM-L (Objekt 681): Bergepanzer auf Basis des BMP-3.
- 9P157-2 Waffenplattform für die 9K123-Panzerabwehrlenkwaffe auf der Basis des BMP-3.
- 9P163M-1 Waffenplattform für die 9K135-Panzerabwehrlenkwaffe auf der Basis des BMP-3.
- 2S31 „Wena“ Selbstfahrlafette mit kombinierter 120-mm-Kanone 2A80 auf der Basis des BMP-3.
- 2S38 Deriwazija-PWO: Flugabwehrkanonenpanzer auf der Basis des BMP-3. Ausgerüstet mit ZAK-57-Waffenturm mit elektronisch-optischem Feuerkontrollsystem. Bewaffnet mit einer Flugabwehrkanone im Kaliber 57 mm sowie 148 Schuss Bereitschaftsmunition.[4][5]

## Weitere technische Daten
Überwindbare Hindernisse:
- Grabenbreite: 2,5 m
- Mauerhöhe: 0,8 m

Bewaffnung:
- Feuerzone: 360° horizontal, −6° bis 60° vertikal
- 100-mm-Kanone (40 Schuss 100 mm, 8 Raketen):
  - Raketenreichweite: 100–4000 m mit 9M117(HEAT)/9M117M(Tandem-HEAT); 100–5500 m mit 9M117M1 (Tandem-HEAT)
  - Kanonenreichweite: bis zu 4000 m mit Geschoss 3OF32, bis zu 6500 m mit Geschoss 3OF70
  - Feuerrate: 10 Schuss/Min.
- 30-mm-BMK (500 Schuss):
  - maximale Feuerreichweite: 4000 m
  - effektive Feuerreichweite: max. 2000 m gegen leichtgepanzerte Ziele
  - effektive Feuerreichweite: max. 1500 m gegen Hubschrauber
  - Feuerrate: 650 Schuss/Min.
- 3 × 7,62-mm-MG (6.000 Schuss)

## Kampfeinsätze
Das Fahrzeug wird von Russland im Russisch-Ukrainischen Krieg eingesetzt. Laut dem Oryx-Blog gingen mit Stand Dezember 2024 mindestens 650 Fahrzeuge verloren.

## Nutzerstaaten

### Aktuelle Nutzer

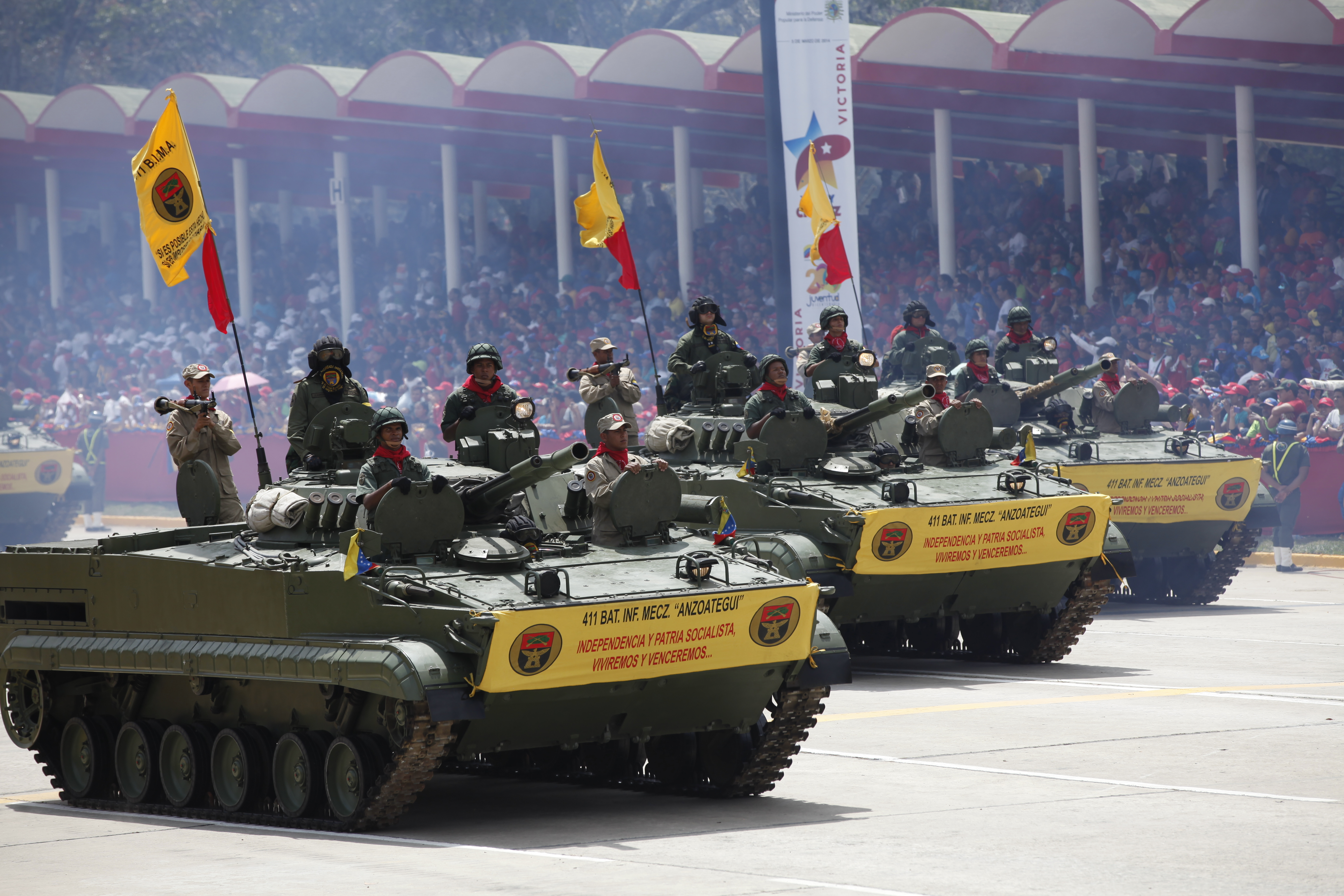
Venezolanische BMP-3 bei einer Militärparade in Caracas im Jahr 2014

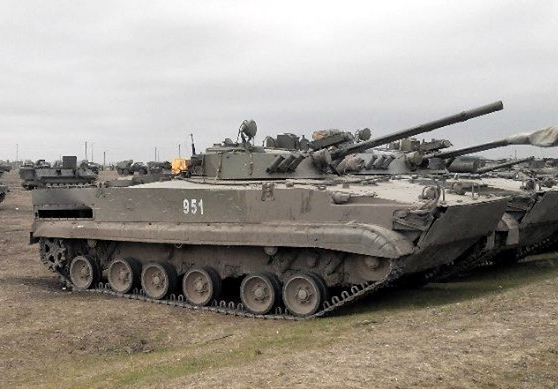
BMP-3 der ukrainischen Armee im September 2016 im Donbass

- Algerien – Seit Januar 2018 befinden sich 100 BMP-3 im Dienst.[7]:325
- Aserbaidschan – Seit Januar 2018 befinden sich 88 BMP-3 im Dienst.[7]:183
- Indonesien – Seit Januar 2018 befinden sich 54 BMP-3F im Dienst.[7]:269
- Irak – Seit Januar 2018 befindet sich eine unbekannte Anzahl an BMP-3 im Dienst. Das irakische Militär hat im Jahr 2014 ca. 300 BMP-3 bestellt, dessen Lieferung in den Jahren 2018 bis 2022 abgeschlossen werden sollte.[8]
- Kuwait – Seit Januar 2018 befinden sich 153 BMP-3 im Dienst.[7]:345
- Russland – Im Jahr 2021 befanden sich mindestens 717 BMP-3[9][10][11][12][13][14] und mindestens 20 BMP-3M[15] im Dienst.
Seit Anfang des Russisch-Ukrainischen Krieges soll Russland Gemäß OSINT-Analysen des Militär-Blogs Oryx mit dem Stand Dezember 2024 mindestens 649 BMP-3 in der Ukraine verloren haben.[16]
- Südkorea – Seit Januar 2018 befinden sich 40 BMP-3 im Dienst.[7]:278
- Turkmenistan – Seit Januar 2018 befinden sich 4 BMP-3 im Dienst.[7]:208
- Ukraine – Seit 2018 befinden sich 4 BMP-3 im Dienst. Mindestens 68 weitere wurden im Zuge des Russisch-Ukrainischen Krieges erbeutet. Stand: 14. Dezember 2022.[7]:210[16]
- Venezuela – Seit Januar 2018 befinden sich 123 BMP-3 im Dienst.[7]:424
- Vereinigte Arabische Emirate – Seit Januar 2018 befinden sich 590 BMP-3 im Dienst der Armee.[7]:367,369
- Zypern – Seit Januar 2018 befinden sich 43 BMP-3 im Dienst der Nationalgarde.[7]:92

### Ehemalige Nutzer
- Armenien – Spätestens bis zum Januar 2018 ausgemustert.[7]:181
- Sri Lanka – Spätestens bis Januar 2018 ausgemustert.[7]:301
- Syrien – Spätestens bis Januar 2018 nicht mehr im Dienst.[7]:362

### Ehemalige Interessenten
- Griechenland – Am 22. Juni 2009 wurde bekanntgegeben, dass eine Bestellung von über 1000 BMP-3M im finalen Stadium sei, jedoch handele es sich laut Rosoboronexport um 420 BMP-3M.[17] Die griechische Regierung  Papandreou ließ unter dem Einfluss der US-Regierung die Bestellung bis zum Ende des Jahres 2010 stornieren. Im März des gleichen Jahres kam es zu bilateralen Konsultationen zwischen der griechischen und der US-Regierung über einen Kauf der Infanterie-Kampffahrzeuge des Typs M2 Bradley.[18]
- Saudi-Arabien – Die saudische Regierung kündigte im Jahr 2015 an, 950 BMP-3 bestellen zu wollen.[19]